# Futsal Minerva
Il Minerva è una squadra svizzera di calcio a 5, fondata nel 2010 con sede a Berna.

## Palmarès
- Campionato svizzero: 4

2011-12, 2012-13, 2016-17, 2018-19